# Olimpijski športski kompleks u Ateni
Olimpijski športski kompleks "Spiros Louis" u Ateni ili OAKA je športski kompleks koji se nalazi u Marousiju u  Ateni. Kompleks se sastoji od pet glavnih prostornih površina s dodatnim športskim sadržajima. 
OAKA je bila domaćin mnogih športskih događaja poput Mediteranskih igara 1991., Svjetskog prvenstva u atletici 1997. i Olimpijskih igara 2004. godine. 

## Prostorne površine

### Olimpijski stadion
Originalni stadion (prije renovacije 2004.) je sagrađen u 1980./1982. Bio je napravljen za Europsko prvenstvo u atletici 1982. godine. Također je bio domaćin Mediteranskih igara 1991. i Svjetskog prvenstva u atletici 1997., jer nije uspio dobiti domaćinstvo Olimpijskih igara 1996.
Olimpijski stadion koriste najveći atenski nogometni klubovi: Panathinaikos i AEK. 

### Olimpijska dvorana
Olimpijska dvorana u Ateni izgrađena je 1995. i korištena je za potrebe športskih natjecanja za vrijeme Olimpijskih igara 2004. godine. Za vrijeme Olimpijskih igara korištena je za natjecanja u gimnastici, trampolinu i finalnom košarkaškom susretu između SAD-a i Španjolske. 
Kapacitet dvorane je 17.600 sjedećih mjesta, odnosno 19.250 za potrebe košarkaših utakmica. Međutim, ako je potrebno dvorana može primiti i do 20.000 sjedećih za košarkaška događaje. Renoviranje dvorane je završeno 30. lipnja 2004., a službeno je otvoreno pred početak Olimpijskih igara 10. kolovoza 2004. Od 18. do 20. svibnja 2006. Olimpijska dvorana je bila domaćin natjecanja za 51. pjesmu Eurovizije, kojoj je dodijeljeno Grčkoj nakon pobjede na prošloj Pjesmi Eurovizije 2005. godine. Od 4. do 6. svibnja 2007. bila je domaćin Final Foura košarkaške Eurolige 2007. U prosincu 2007. FIBA je dodijelila Olimpijskoj dvorani domaćinstvo košarkaških kvalifikacija za Olimpijske igre u Pekingu 2008. Na kvalifikacijskom turniru nastupilo je 12 momčadi, među kojima je plasman na Olimpijske igre izborila domaćin Grčka, Njemačka i Hrvatska.

### Olimpijski vodeni centar
Olimpijski vodeni centar izgrađen je 1991. za potrebe Mediteranskih igara. Sastoji se od dva vanjska bazena i jednog unutrašnjeg bazena. Olimpijski centar je za potrebe Olimpijskih igara 2004. dodatno uvećan i proširen. Veći vanjski bazen ima kapacitet od 11.500 sjedećih mjesta i korišten je za potrebe plivačkih i vatrepolskih natjecanja. Manji bazen kapaciteta je 5300 sjedećih mjesta i korišten je za natjecanja u sinkroniziranom plivanju. Unutarnji bazen kapaciteta je 6200 sjedećih mjesta i korišten je za potrebe skokova u vodu. 

### Olimpijski velodrom
Olimpijski velodrom izgrađen je 1991. za potrebe Mediteranskih igara. Bio je domaćin pistovnog biciklizma na Olimpijskih igara 2004. Velodrom je kapaciteta 5250 sjedečih mjesta. Radovi su završeni 30. svibnja 2004., a službeno otvorenje pričekano je do 30. srpnja 2007.

### Olimpijski teniski centar
Olimpijski teniski centar podijeljen je na 16 teniskih terena. U njemu su igrani svi teniski susreti na Olimpijskim igrama 2004. U središtu centra nalazi se teniski teren, tzv. Glavni teren. Glavni teren je kapaciteta 8600 sjedećih mjesta, iako je Olimpijskih igara bilo dozvoljeno samo 6000 sjedećih mjesta.

## Korištenje
Ovo je tablica korisnika Olimpijskog športskog kompleksa u Ateni, tijekom Olimpijskih igara i danas:
| Objekt                            | Olimpijske igre                                              | Korisnici |
| --------------------------------- | ------------------------------------------------------------ | --- |
| Olimpijski stadion u Ateni (OAKA) | Otvorenje i završna ceremonija, atletika, nogomet            | Dom nogometnih klubova: Panathinaikos i AEK (nogomet; Grčka Superliga, UEFA Liga prvaka), Grčka reprezentacija (neki susreti), Međ. nogometna natjecanja (Finale UEFA Lige prvaka 2007.); atletika (IAAF Athens Grand Prix), koncerti (Madonna, Jennifer Lopez, Pearl Jam) |
| Olimpijska dvorana u Ateni        | Košarka, gimnastika                                          | Dom košarkaškog kluba K.A.E. Panathinaikos (Grčka liga); Grčka reprezentacija, Međ. košarkaška natjecanja (Finale Eurolige 2007., Pjesma Eurovizije 2006. i Kvalifikacijiski turnir za Olimpijske igre U Pekingu 2008., koncerti)                                          |
| Olimpijski vodeni centar u Ateni  | Plivanje, skokovi u vodu, sinkronizirano plivanje, vaterpolo | Domaća i međunarodna plivačka natjecanja |
| Olimpijski teniski centar u Ateni | Tenis                                                        | Domaći i međunarodni teniski susreti |
| Olimpijski velodrom               | Biciklizam                                                   | Domaći i međunarodni pistovni biciklizam |

## Vanjske poveznice
- Službena stranica
- Olimpijska dvorana